# Satelites de Coleta de Dados
Die Satelites de Coleta de Dados (portugiesisch für „Satelliten zum Sammeln von Daten“) oder SCD sind eine Reihe  brasilianischer Forschungssatelliten, die von INPE hergestellt wurden und bis  heute in Betrieb sind. Bis jetzt konnten nur zwei Satelliten erfolgreich gestartet werden.

## Ausstattung und Betrieb
Die SCD-Satelliten sind ausgestattet, um meteorologische und ökologische Daten zu sammeln und zu übertragen, die von automatischen Plattformen (PCD) gesammelt werden, die an Land oder an ozeanischen Bojen installiert sind. Die Daten werden an eine oder mehrere Bodenstationen weitergeleitet. Sie werden mit Batterien und Solarzellen betrieben.

## Die Satelliten
- SCD-1: Der erste Satellit der INPE wurde im Februar 1993 mit einer Pegasus-Rakete unter einer L-1011 gestartet. Die geschätzte Lebensdauer von einem Jahr wurde schon lange überschritten. Er sammelte wertvolle Informationen für die Meteorologie. Er war außerdem der erste Satellit Brasiliens überhaupt.
- SCD-2: Er ist ein Folge-Satellit mit den gleichen Zielen wie SCD-1, aber mit verbesserten Datenerfassungsleistungen aufgrund von Modifikationen in den Antennen- und Lagesteuerungs-Subsystemen. Es handelt sich auch um ein spinstabilisiertes Raumfahrzeug mit der nun aktiv kontrollierten Spinrate (im Bereich von 32 bis 36 min−1) mit zwei magnetischen Drehmomentspulen. Das neue Haltungssystem von SCD-2 erlaubt es, die Empfangsantennen auf der Raumfahrzeug-Bodenplatte zu eliminieren. Es gibt nur vier UHF-Monopole auf der Oberseite. Das Onboard-Datenverarbeitungssystem wurde modernisiert. Alle Funktionen werden nun von einem einzigen OBC (Onboard Computer) ausgeführt. Der Satellit wurde im Oktober 1998 mit einer Pegasus-H gestartet. Er arbeitet zur Zeit zusammen mit SCD-1.
- SCD-2A: Dies ist ein identischer Satellit zu SCD-2, doch er ging im November 1997 beim Erstflug der VLS-1 aufgrund des Versagens eines Boosters verloren.
- SCD-3: SCD-3 war ein neues Design, das in eine höhere Umlaufbahn gestartet werden sollte, um das von dem Satelliten abgedeckte Gebiet zu vergrößern. Diese Mission wurde aus Kostengründen eingestellt.